# Madigan Men
Madigan Men foi uma série de televisão estadunidense exibida originalmente pela rede The WB em 2000.

## Elenco
- Gabriel Byrne .... Ben Madigan
- Roy Dotrice .... Seamus Madigan
- John Hensley .... Luke Madigan
- Grant Shaud .... Alex Rosetti
- Sabrina Lloyd .... Wendy Lipton